# Julian Koster
Julian Koster, född 26 juli 1972, är en amerikansk undergroundmusiker och historieberättare. Han är en medlem i musikerkollektivet The Elephant 6 Recording Company och frontfigur i bandet The Music Tapes. Han är också känd som medlem i bandet Neutral Milk Hotel samt före detta medlem i Chocolate USA.